# Victoria Vásconez Roldán
Victoria Vásconez Roldán (Guaranda, 1964) es una artista plástica ecuatoriana, cuyas obras más conocidas se encuentran en varios lugares públicos de la ciudad de Quito, aunque su trabajo también puede ser encontrado en otros puntos del Ecuador. Es hermana de la también escultora y ceramista Marcia Vásconez Roldán, con quien comparte un taller en el Centro Histórico de la ciudad de Quito.

## Trabajo
Victoria Vásconez prefiere trabajar con cerámica, material con el que realiza en su mayoría obras abstractas, además de representaciones de personajes y hechos folclóricos como máscaras y personajes populares. La técnica que utiliza para crear sus esculturas es la del ferrocemento que consiste en una estructura de varillas que cubre con una malla metálica, y sobre la misma se coloca una capa de aproximadamente seis centímetros de mortero de cemento, asegurándose que los materiales que recubren las figuras sean resistentes a la intemperie. Entre sus influencias artísticas se encuentra el pintor Paul Gauguin.

### Obras
Las obras más conocidas de la artista son:
- Las Tahitianas (1991), en el parque Bicentenario, Quito.
- Los Colorados (1992), en la ciudad de Santo Domingo.
- Alpa Tour (1992), en la agencia de viajes homónima, Quito.
- Vibandera (1995), en la ciudad de Latacunga.